# Salem Al Fakir

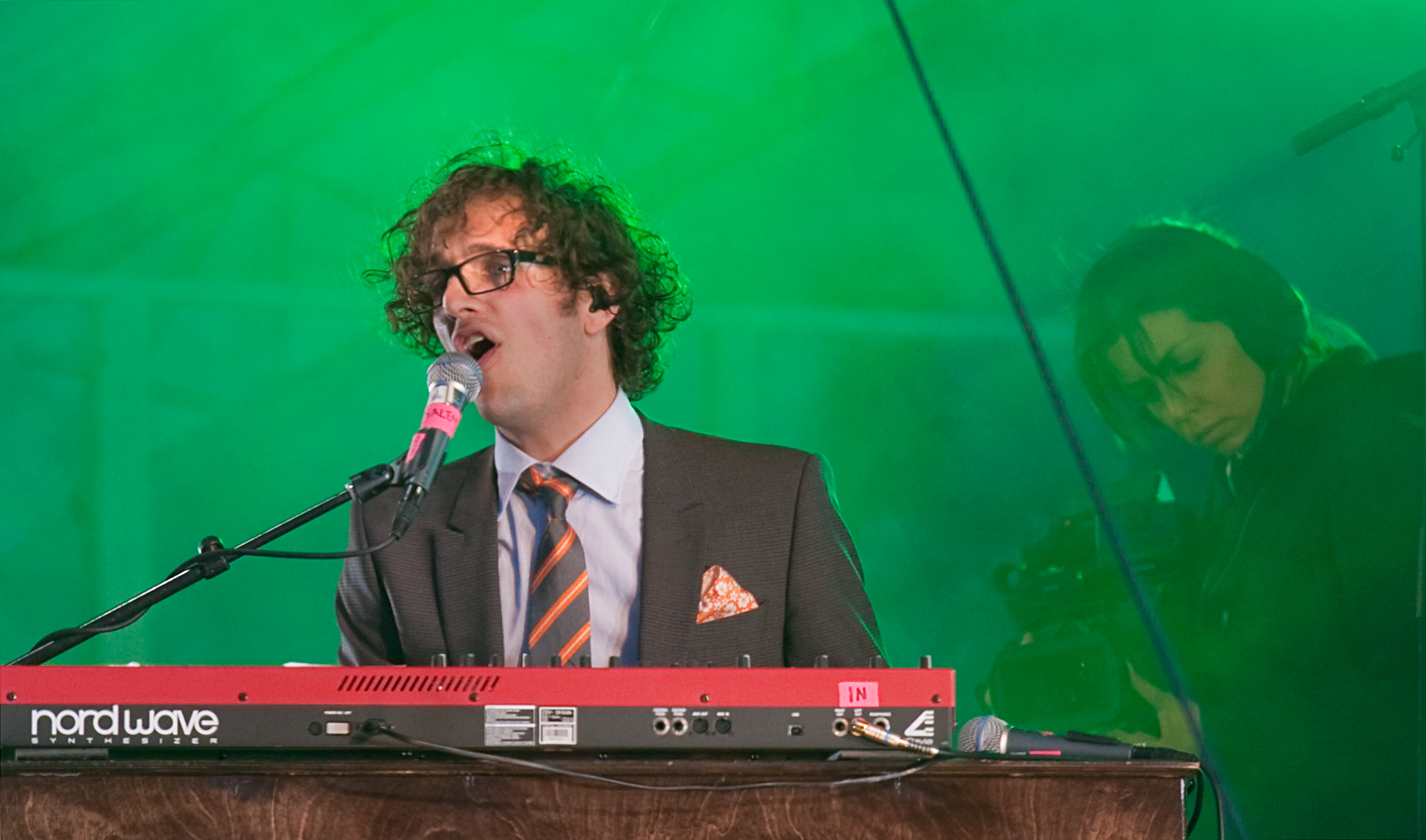
Salem Al Fakir i LOVE Stockholm 2010

Lars Salem Al Fakir, född 27 oktober 1981 i Botkyrka församling, Stockholms län, är en svensk låtskrivare, musikproducent, musiker och sångare. 
Han är mest känd som soloartist, men har medverkat i ett flertal gruppkonstellationer och skriver även musik åt andra artister. Han vann 2008 fyra grammisar på Grammisgalan, och medverkade 2010 i Melodifestivalen som joker, där hans bidrag Keep On Walking slutade på andra plats. Han är yngre bror till Bolibompa-programledaren Nassim Al Fakir.

## Biografi
Salem Al Fakirs far, Nabil Al Fakir, är från Damaskus i Syrien och var bilmekaniker under sonens uppväxt; numera är han lärare. Al Fakirs mor Inger är svensk. Al Fakir föddes i Norsborg men flyttade sedan till i Huddinge där han växte upp.  Al fakir har fem syskon, där den äldsta systern Aminah Al Fakir Bergman  är skådespelare. Han har även två äldre bröder, Ayman Al fakir som spelar valthorn och Nassim Al Fakir, som är programledare och musiker. Ungefär samtidigt som familjen flyttade till Huddinge föddes den fjärde sonen, Sami Al Fakir. Även han är en musiker som spelar bastuba. Den yngsta sonen Fares Al Fakir, var också musikintresserad som liten, idag är han lärare. När Aminah Al Fakir var sju år började hon spela piano, vilket fick de yngre bröderna att också få ett intresse inom musik. Salem Al Fakirs föräldrar uppmuntrade musikintresset bland familjen där många av barnen lärde sig att spela instrument vid en ung ålder, vilket de själva aldrig fick chansen till.
Salem Al Fakir bestämde sig tidigt i barndomen för att spela fiol. En av hans lärare var violinisten och kulturprofilen Michail Kazinik. Under Kaziniks tid turnerade Al Fakir redan som trettonåring i både Sverige och Ryssland. Under denna period fick Al Fakir intresse för jazzpiano, och började att studera på Södra Latins musiklinje med inriktning jazzpiano och senare på Kungliga Musikhögskolans afroamerikanska program, men hoppade tidigt av.

## Karriär

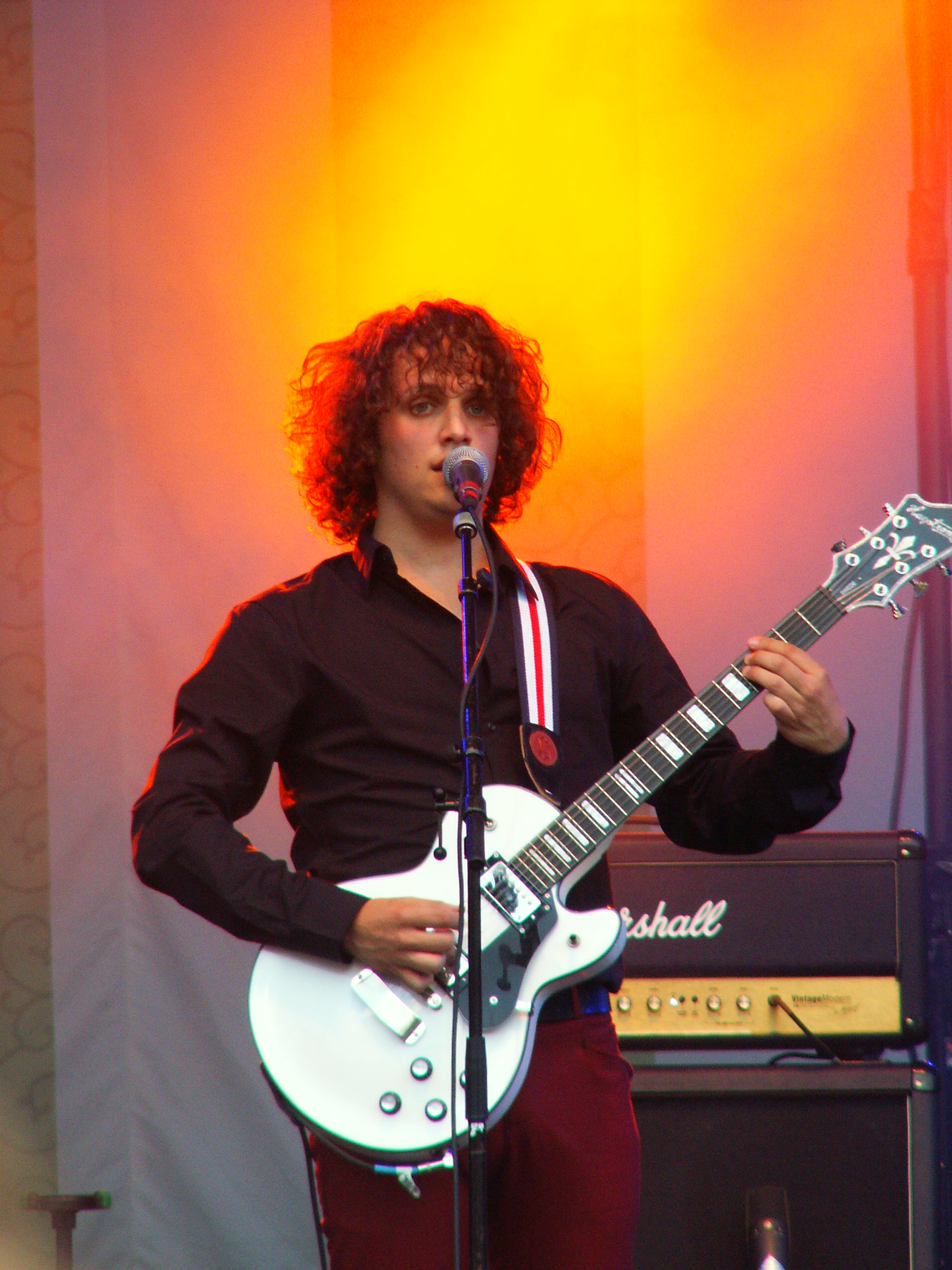
Salem Al Fakir på Storsjöyran 2007.

Al Fakir har arbetat med artister som Snook, Robyn och Wille Crafoord. Han är mest känd som soloartist, men vid sidan om karriären är han med i grupperna Örjan Hultén Trio - Fakir-Karlsson (tillsammans med brodern Nassim Al Fakir) och PH3. Tidigare hade han tillsammans med syskonen Nassim och Aminah gruppen Al Fakir, som de bildade 1993. Vid sidan om musiken intresserar sig Al Fakir för bilar, mycket eftersom hans pappa haft bilverkstad. 
EP:n Dream Girl släpptes hösten 2006 och följdes sedan av debutalbumet This Is Who I Am, som kom ut 24 januari 2007. Båda skivorna blev mycket kritikerrosade och gick direkt till förstaplatsen på försäljningslistan. Med undantag av blåsinstrumenten som spelas av brodern Sami, och trummorna på låten "Dream Girl" som spelas av Tim Lundblad, spelade Al Fakir alla instrument på skivan, och har också komponerat och författat alla låtar, utom "Good Song" som är skriven tillsammans med Tim Lundblad. Från albumen har singlarna "Dream Girl", "Good Song" och "This Is Who I Am" släppts. Salem tv-debuterade live på Sommarkrysset i TV4 den 26 maj 2007 och följde upp med att under sommaren turnera tillsammans med Moneybrother och Säkert!.
Den 9 januari 2008 vann Al Fakir fyra grammisar i kategorierna bästa nykomling, bästa manliga artist, bästa kompositör och bästa producent på Grammisgalan. Han var nominerad för årets kompositör och årets manliga artist i Grammisgalan 2009.
Den 18 mars 2009 släppte han sitt andra album, Astronaut, och i april samma år genomförde han en Sverigeturné tillsammans med svenska Jonna Lee som sitt förband. Första singeln från skivan släpptes redan under hösten 2008 och hette It's Only You (Part II) som även var soundtrack till en reklamfilm för Volvo. I samband med skivsläppet av Astrounaut kom en singel med samma namn och i början av sommaren släppte Al Fakir tredje singeln Roxy.
På P3 Guld-galan 2010 uppträdde han med DJ-duon Staygold under artistnamnet Damien Adore.
Salem Al Fakir medverkade i Melodifestivalen 2010 med bidraget Keep On Walking, och 16 november 2009 blev det klart att han blev den andra jokern i tävlingen. Hans bidrag var det första att gå till final i Globen. I finalen, där han slutade som tvåa, medverkade komikern Björn Gustafsson i numret, utklädd till Salem Al Fakir. Han satt andra hälften av numret vid flygeln och låtsasspelade på den. Skivan Ignore This släpptes 3 mars 2010 och tog sig in på Trackslistans förstaplats och sålde senare platina
Al Fakir har på TV medverkat i bland annat Go'kväll, Sommarkrysset (1 augusti 2009), Bingolotto, Stina, Dom kallar oss artister (2011) samt Allsång på Skansen (2007, 2010). Han uppträdde vid utdelningen av Litteraturpriset till Astrid Lindgrens minne år 2007. Låten "Good Song" har använts som vinjettmusik till TV-programmet Carin 21:30. Han skrev låten All Day Love till kronprinsessan Victorias bröllop 2010.
21 januari 2012 debuterade Al Fakir som programledare när han ledde P3 Guld-galan på Lisebergshallen i Göteborg.
Al Fakir verkar även som låtskrivare och producent, ofta tillsammans med Magnus Lidehäll och Vincent Pontare, och har bland annat skrivit musik till Seinabo Sey, Veronica Maggio, Avicii och Ghost. Tillsammans med Pontare har han musikgruppen Vargas & Lagola, ett namn som de även producerar musik till andra artister under. När Musikförläggarna år 2017 undersökte vilka låtskrivare som låg bakom de mest streamade och köpta låtarna i Sverige så toppade Vargas & Lagola listan. De hade då bland annat medverkat till uppkomsten av låtarna ”More Than You Know” med Axwell Ʌ Ingrosso och “Without You” med Avicii feat. Sandro Cavazza.

## Privatliv
Salem Al Fakir är gift med Caroline Lavenius Al Fakir och tillsammans har de en dotter född 2012 och en son född 2015.

## Priser och utmärkelser
- 2007 – Monica Zetterlund-stipendiet
- 2007 – Spelmannen
- 2008 – Grammis som ” Årets nykomling”, ”Årets manliga artist”, ”Årets kompositör” och ”Årets producent”
- 2014 – Grammis som ”Årets kompositör”
- 2015 – Grammis för ”Årets barnalbum”, Trollkarlen från Oz (tillsammans med Glada Hudik-teatern)
- 2022 – Platinagitarren[11]

## Diskografi

### Album
- 2007 – This Is Who I Am
- 2009 – Astronaut
- 2010 – Ignore This

### EP
- 2006 – Dream Girl

### Singlar
- 2006 – Dream Girl
- 2006 – Good Song / It's True
- 2007 – This Is Who I Am
- 2007 – It's True (med Axwell)
- 2009 – Astronaut
- 2009 – Roxy
- 2010 – Keep On Walking (#2 Melodifestivalen)
- 2010 – 4 O'clock
- 2010 – Split My Personality
- 2011 – I'm So Happy (med Josephine Bornebusch)
- 2012 – Remedy (med J-Son)
- 2012 – Silhouettes (med Avicii)
- 2013– You Make Me (med Avicii)
- 2013 – Håll Om Mig [Akustisk Version] (med Petter)
- 2015 – Axwell Λ Ingrosso – On my way
- 2015 – Axwell Λ Ingrosso – Sun is shining
- 2018 – Ghost (musikgrupp) – Dance Macabre